# James Clavell
James Clavell (Sydney, 10 ottobre 1921 – Vevey, 7 settembre 1994) è stato uno scrittore, sceneggiatore e regista australiano naturalizzato statunitense. È noto per aver scritto la Saga asiatica, serie di sei romanzi d'avventura ambientati in oriente di cui fa parte il celebre Shogun, best-seller internazionale più volte trasposto sullo schermo.

## Biografia
Nato in Australia, James Clavell era figlio del comandante Richard Clavell, un ufficiale della British Royal Navy di stanza nel Paese.
Nel 1940, quando finì gli studi superiori presso la Grammar School di Portsmouth e in seguito allo scoppio della seconda guerra mondiale, si arruolò nell'esercito inglese in qualità di artigliere e fu inviato in Malaysia a combattere i giapponesi.
Ferito dal fuoco nemico di una mitragliatrice, fu catturato e mandato in un campo giapponese per prigionieri di guerra sull'isola di Giava. Successivamente venne trasferito nella prigione di Changi a Singapore. La prigionia durò tre anni e segnò profondamente la vita di Clavell. Questa esperienza fu l'ispirazione per il suo romanzo Il re, che è ambientato nello stesso lager. Sembra che Clavell sia stato liberato da un prigioniero di guerra statunitense, che organizzò la fuga di un intero battaglione.
Al termine della guerra, nel 1946, Clavell aveva raggiunto il grado di capitano e sembrava avviato verso una brillante carriera militare, ma un incidente di moto mise fine alle sue aspirazioni. Si iscrisse quindi all'Università di Birmingham, dove conobbe l'attrice April Stride, che sposò nel 1949, dalla quale ebbe la figlia Michaela, anch'ella attrice.
Appassionatosi alla cinematografia, anche per l'influsso di sua moglie, si trasferì nel 1953 negli Stati Uniti, per cercare collaborazioni in veste di sceneggiatore. Debuttò alla scrittura nel 1958 con L'esperimento del dottor K., e alla regia nel 1959 con Cinque vie per l'inferno. Alla sua opera si deve la nascita de La grande fuga (1963) e di Shōgun - Il signore della guerra (1980).
Nel 1963 ottenne la cittadinanza degli Stati Uniti. Successivamente, nel 1972 ebbe una figlia da Caroline Barrett, l'assistente di Marlon Brando. La bambina fu adottata da Brando con il nome di Petra Brando-Corval.
Morì in Svizzera nel 1994, quando era già gravemente malato di cancro.

## Opere

### Letteratura

#### La Saga asiatica
La Saga asiatica una serie di sei romanzi scritti tra il 1962 e il 1993:
- Il re (King Rat) (1962)
- Tai-Pan (1966)
- Shōgun (1975)
- La nobil casa (Noble House) (1981)
- Tempesta (Whirlwind) (1986)
- Gai-Jin (1993)

#### Altre opere
- The Children's Story (1980)
- Thrump-O-Moto (1986)
- Escape (1994)

### Cinema e televisione

#### Sceneggiatore
- L'esperimento del dottor K. (The Fly) (1958)
- Vatussi (Watusi) (1959)
- Cinque vie per l'inferno (Five Gates to Hell) (1959)
- I draghi del West (Walk Like a Dragon) (1960)
- Whiplash, l'episodio "Love Story in Gold" (1961)
- La grande fuga (The Great Escape) (1963)
- Squadriglia 633 (633 Squadron) (1964)
- Stazione 3: top secret (The Satan Bug) (1965)
- Qualcuno da odiare (King Rat) (1965)
- La scuola della violenza (To Sir, with Love) (1967)
- The Sweet and the Bitter (1967)
- L'ultima valle (The Last Valley) (1970)
- To Sir, with Love (1974) - Film TV
- Shōgun - Il signore della guerra (Shogun) (1980)
- Shogun (Shogun) (1980) Miniserie TV
- The Children's Story (1982) Film TV
- Tai-Pan (1986)
- Il re di Hong Kong (Noble House) (1988) Miniserie TV

#### Regista
- Cinque vie per l'inferno (Five Gates to Hell) (1959)
- I draghi del West (Walk Like a Dragon) (1960)
- The Rifleman, negli episodi "Miss Bertie" (1960) e "The Queue" (1961)
- Ripcord, nell'episodio "Cougar Mesa" (1962)
- La scuola della violenza (To Sir, with Love) (1967)
- The Sweet and the Bitter (1967)
- Dov'è Jack? (Where's Jack?) (1969)
- L'ultima valle (The Last Valley) (1970)
- The Children's Story (1982) - Film TV